# Mott MacDonald
Pour les articles homonymes, voir MacDonald.
Mott MacDonald est un bureau d'études et de conseil en ingénierie multi-spécialisé britannique.
Il emploie 16 000 personnes dans 150 pays. Mott MacDonald est l'une des plus grandes entreprises appartenant à ses employés au monde.
Il a été créé en 1989 par la fusion de Mott, Hay and Anderson (en) avec Sir M MacDonald & Partners (en).

## Réalisations

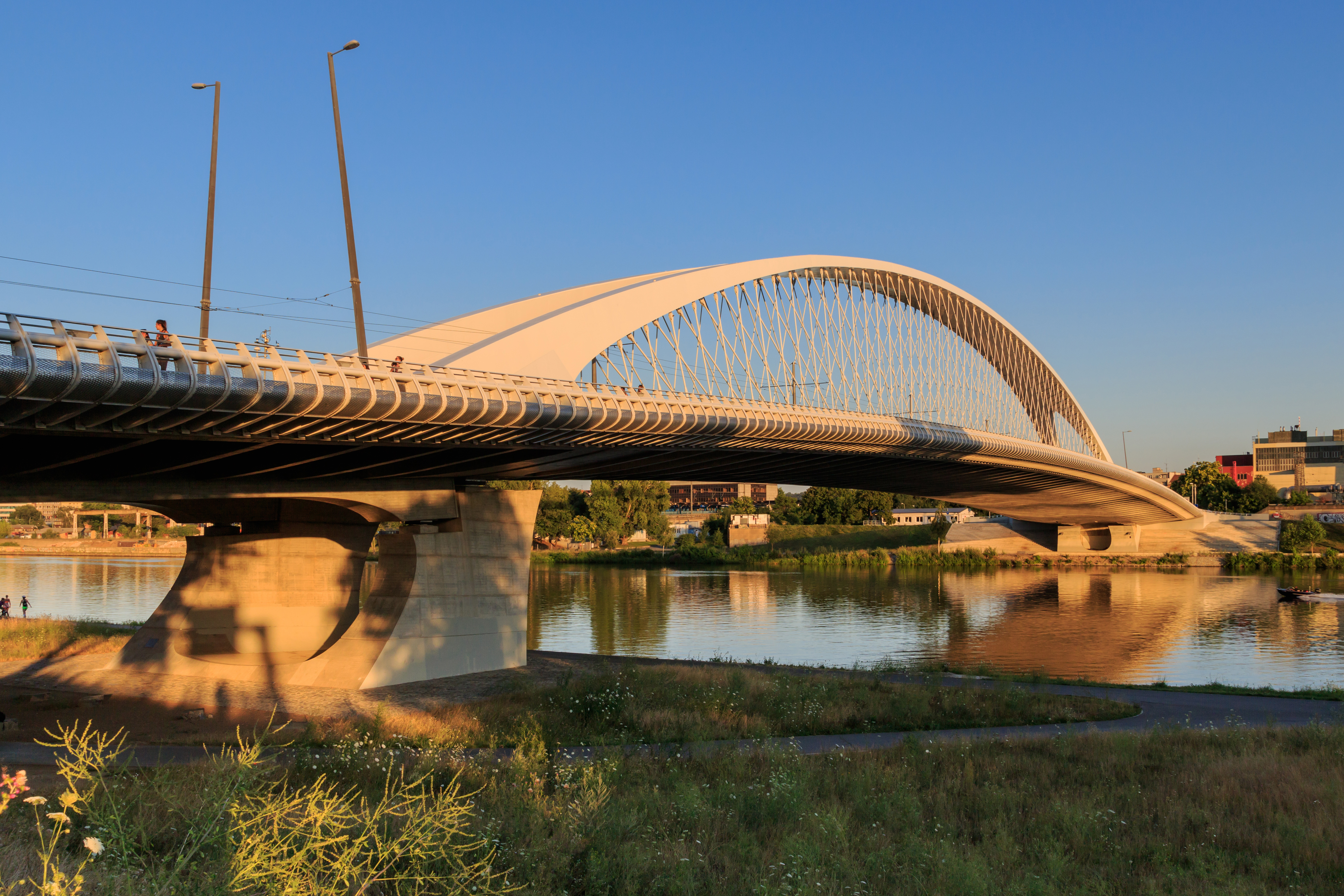
Pont de Troja à Prague (2014).